# Pleurotomaria costulatocanaliculata
Pleurotomaria costulatocanaliculata is een fossiele slakkensoort uit de familie van de Pleurotomariidae. De wetenschappelijke naam van de soort is voor het eerst geldig gepubliceerd in 1853 door Sandberger en Sandberger.